# Belagerung von Syrakus (877–878)
Frühe Schlachten
Mu'ta – Tabūk – Dathin – Firaz
Arabische Eroberung der Levante
Qartin – Bosra – Adschnadain – Mardsch ar-Rahit – Fahl – Damaskus – Mardsch ad-Dibadsch – Emesa – Jarmuk – Jerusalem – Hazir – Aleppo
Arabische Eroberung Ägyptens 
Heliopolis – Alexandria – Nikiou
Umayyadische Eroberung Nordafrikas
Sufetula – Vescera – Karthago
Umayyadidische Invasion Anatoliens
 und Konstantinopels
Eiserne Brücke – Germanikeia – 1. Konstantinopel – Sebastopolis – Tyana – 2. Konstantinopel – Nikäa – Akroinon
Arabisch-byzantinischer Grenzkrieg
Kamacha – Kopidnadon – Krasos – Anzen und Amorion – Mauropotamos – Lalakaon – Bathys Ryax
Sizilien und Süditalien
1. Syrakus – 2. Syrakus – Feldzüge des Maniakes
Byzantinischer Gegenschlag
Marasch – Raban – Andrassos – Feldzüge des Nikephoros Phokas – Feldzüge des Johannes Tzimiskes – Orontes – Feldzüge Basileios’ II. – Azaz
Seeoperationen
Phoinix – Muslimische Eroberung Kretas – Thasos – Damiette – Thessalonike – Byzantinische Rückeroberung Kretas
Die Belagerung von Syrakus im Jahr 877–878 führte zum Fall der Stadt Syrakus, der alten römischen und byzantinischen Hauptstadt Siziliens, an die Aghlabiden. Die Aghlabiden hatten bereits versucht, die Stadt fünfzig Jahre zuvor nach ihrer Landung auf Sizilien zu erobern, waren aber gescheitert. Trotz dieses Rückschlags hatten sie sich stückweise des westlichen und südlichen Teils der Insel bemächtigt. Im August 877 führte der muslimische General Jafar ibn Muhammad al-Tamini eine große Streitmacht gegen Syrakus. Die Stadt erhielt von Kaiser Basileios I. keine Hilfe und fiel daher am 20./21. Mai 878. Danach verblieben den Byzantinern auf der Insel nur noch wenige Stützpunkte, die arabische Eroberung Siziliens war 902 mit dem Fall Taorminas abgeschlossen. Die Belagerung und der Fall von Syrakus wurden detailliert vom Augenzeugen Theodosios von Syrakus beschrieben.